# 小平次元
代数幾何学では、小平次元 (Kodaira dimension)（標準次元 (canonical dimension) とも呼ばれる） κ(X) で射影多様体 X の標準モデル (canonical model) の大きさを測る。
イーゴル・シャファレビッチは、セミナー Shafarevich 1965 で、代数曲面のある数値的不変量を記号 κ として導入した。飯高茂(Shigeru Iitaka) は、Iitaka (1970)で、この数値的不変量を拡張し、高次元の多様体の小平次元を定義した（このときは標準次元の名称）。後日 Iitaka (1971) で、小平邦彦の名前にちなんで「小平次元」とした。

## 多重種数
ある体の上の次元 n の滑らかな (smooth) 代数多様体 X の標準バンドルは、次の n-形式のラインバンドルである。X の余接バンドルの n 次の外冪である。
{\displaystyle \,\!K_{X}=\bigwedge ^{n}\Omega _{X}^{1}}
のことを標準バンドルと言う。整数 d に対し、KX の d 次テンソル積は、再び、ラインバンドルとなる。d ≥ 0 に対し、大域切断 H0(X, KXd) のベクトル空間は、滑らかな射影多様体 X の双有理不変量であるという注目すべき性質を持っている。すなわち、より低い次元の部分集合を除き、X に同型な任意の滑らかな射影多様体のなす空間と、大域切断のなすベクトル空間は標準的に同一視できる．
d ≥ 0 に対し、X の d 番目の 多重種数(plurigenus) は、KXd の大域切断のベクトル空間の次元として定義される。つまり、
{\displaystyle P_{d}=h^{0}(X,K_{X}^{d})=\operatorname {dim} \ H^{0}(X,K_{X}^{d})}
である。
多重種数は代数多様体の重要な双有理不変量であり、特に、多様体が有理的でないこと（つまり、射影空間に双有理的でないこと）を証明する最も簡単な方法は、d > 0 なるある多重種数 Pd がゼロではないことを示すことである。もし、KXd の切断の空間がゼロでないならば、X から射影空間への自然な有理写像が存在して、
{\displaystyle \mathbf {P} (H^{0}(X,K_{X}^{d}))=\mathbf {P} ^{P_{d}-1}},
となり、これを d-標準写像と言う。多様体 X の標準環 R(KX) は次数付き環で
{\displaystyle R(K_{X}):=\bigoplus _{d\geq 0}H^{0}(X,K_{X}^{d})}
である。
脚注の算術種数と幾何種数、不正則数も参照のこと。
多重種数 Pd が全ての d > 0 に対して 0 となるとき、X の小平次元を −∞ であると定義する。そうでないとき、Pd/dκ が有界な最小値 κ となる。n-次元多様体の小平次元は −∞ もしくは、0 から n までの間の整数である。

## 小平次元

### 小平次元の解釈
次の数値は、それが非負であれば、すべて等しい。Lazarsfeld (2004) の Theorem 2.1.33 を参照のこと。
- Proj構成（英語版） Proj R(KX) の次元、（Proj構成の多様体は X の標準モデルと呼ばれ、X の双有理同値類にのみ依存している）
- ある正の整数 d0 の正の倍数 d に対する d-標準写像の像の次元
- R の超越次数から 1 を引いた値、つまり、t を代数的に独立な生成元の数としたときの t − 1 の値
- 多重種数の増加率、つまり、Pd/dκ が有界となる最小の κ、ランダウの記号では Pd = O(dκ) となる最小の κ である。

多重種数 Pd が全ての正の d に対しゼロのとき、小平次元は -1 と定義している古い文献もある。しかし、そのようにすると、加法公式 κ(X × Y) = κ(X) + κ(Y) が成り立たない例を簡単に作れてしまう。従って、この場合の小平次元を -∞ とする解釈は、加法公式を成立させるという意味で、飯高予想の中でも重要である。

### 応用
小平次元は、全ての代数多様体のいくつかのクラスへの大まかな分類に有効である。
小平次元が低い多様体は、特別であると考えられることに対し、最大な小平次元を持つ多様体は、一般型であると言われている。
幾何学的には、小平次元と曲率の間に非常に大まかな対応関係があり、小平次元が負である場合は正の曲率が対応し、小平次元がゼロの場合は平坦であることが対応し、最大の小平次元（一般型）の場合は負の曲率が対応する。
低い小平次元の多様体の特別な性質は、正の曲率を持つリーマン多様体の特別な性質に類似している（一般型は非正な曲率の全体に対応している）。局所と大域をつなぐ古典的な定理、特に、挟まれた断面曲率と正曲率(Positive curvature)を参照のこと。
これらの結果をさらに以下に詳しく述べる。

### 1次元
滑らかな射影曲線は、種数により離散的に分類され、種数は任意の自然数 g = 0, 1, .... を取ることができる。
「離散化された分類」により、与えられた種数に対し連結で既約な曲線のモジュライ空間が存在する。
曲線 X の小平次元は、
- κ = −∞: 種数 0 （射影直線 P1）の場合は、KX はエフェクティブでない、任意の d > 0 に対し Pd = 0 である。
- κ = 0: 種数 1 （楕円曲線）の場合は、KX は自明バンドルであり、任意の d ≥ 0 に対し Pd = 1 である。
- κ = 1: 種数 g ≥ 2 の場合、KX は豊富なラインバンドルであり、任意の d ≥ 2 に対し Pd = (2d−1)(g−1) である。

一意化定理を使うと、曲面（実曲面のことで、複素曲線の実次元は 2 である）の場合、小平次元 −∞ は正の曲率に対応し、小平次元 0 は平坦であることに対応し、小平次元 1 は負の曲率に対応する。注意すべきは、ほとんどの代数曲線が一般型であることである。曲線のモジュライ空間では、2つの連結成分は一般型でない曲線に対応していて、一方で全ての他の成分は一般型に対応している。さらに種数 0 の曲線の空間は一点であり、種数 1 の曲線の空間は（複素）次元 1 であり、種数 g ≥ 2 の曲線は次元 3g − 3 である。
| 代数曲線の分類表         | 代数曲線の分類表       | 代数曲線の分類表                          |
| 小平次元 κ(C)            |                        |                                           |
| 小平次元 κ(C)            | C の種数 : g(C)        | 構造                                      |
| ------------------------ | ---------------------- | ----------------------------------------- |
| {\displaystyle 1}        | {\displaystyle \geq 2} | 一般型の曲線                              |
| {\displaystyle 0}        | {\displaystyle 1}      | 楕円曲線                                  |
| {\displaystyle -\infty } | {\displaystyle 0}      | 射影直線 {\displaystyle \mathbb {P} ^{1}} |

### 2次元
エンリケス・小平の分類による代数曲面が分類は、小平次元により荒く分類されている。さらに詳細は、与えられた小平次元の内訳となる。いくつかの単純な例を上げると、積 P1 × X は任意の曲線 X に対し小平次元 −∞ である。種数 1 （アーベル曲面）の 2本の曲線の積は小平次元 0 である。種数 1 の曲線と種数がすくなくとも 2 以上の曲線（楕円曲面）の積は小平次元が 1 である。少なくとも種数が 2 以上の 2本の曲線の積は、小平次元が 2 であるので、一般型である。
| 代数曲面の分類表         | 代数曲面の分類表  | 代数曲面の分類表       | 代数曲面の分類表   |
| 小平次元 κ(C)            |                   |                        |                    |
| 小平次元 κ(C)            | 幾何種数 pg       | 不正則数 q             | 構造               |
| ------------------------ | ----------------- | ---------------------- | ------------------ |
| {\displaystyle 2}        |                   |                        | 一般型曲面         |
| {\displaystyle 1}        |                   |                        | 楕円曲面           |
| {\displaystyle 0}        | {\displaystyle 1} | {\displaystyle 2}      | アーベル曲面       |
| {\displaystyle 0}        | {\displaystyle 0} | {\displaystyle 1}      | 超楕円曲面         |
| {\displaystyle 0}        | {\displaystyle 1} | {\displaystyle 0}      | K3曲面             |
| {\displaystyle 0}        | {\displaystyle 0} | {\displaystyle 0}      | エンリケス曲面     |
| {\displaystyle -\infty } | {\displaystyle 0} | {\displaystyle \geq 1} | 線織曲面（英語版） |
| {\displaystyle -\infty } | {\displaystyle 0} | {\displaystyle 0}      | 有理曲面           |
一般型の曲面 S に対して、d-標準写像は d ≥ 5 のとき、S と双有理となる。

### 任意次元
有理多様体（射影空間に有理同値な多様体）は小平次元 −∞ である。アーベル多様体（射影的なコンパクト複素トーラス)は小平次元が 0 である。より一般的に、カラビ-ヤウ多様体（次元 1 では楕円曲線、次元 2 ではアーベル曲面やK3曲面であり、有限群でそれらの多様体を割った商）は小平次元が 0 である。次元 1 では楕円曲線が小平次元ゼロであり、次元 2 では複素トーラスとK3曲面が小平次元がゼロである（各々平坦な計量であること、リッチ計量が平坦であることに対応）。
有理曲線により被覆される任意の標数 0 の多様体（P1 からの非定数写像で得られる）を単線織多様体と言い、小平次元 −∞ を持つ。逆に、極小モデル理論の主予想（アバンダンス予想として有名）は、全ての小平次元が −∞ の多様体は単線織的ではないだろうかと予想している。この逆問題は、多様体の次元が 3 の場合のみ知られている。
Siu (2002) は全ての滑らかな複素多様体に対し、変形の下での多重種数の不変性を証明した。特に小平次元は、複素構造の連続的な変形に対して不変である。
| 3次元代数多様体の分類表  | 3次元代数多様体の分類表                | 3次元代数多様体の分類表 | 3次元代数多様体の分類表                                             |
| 小平次元 κ(C)            |                                        |                         |                                                                     |
| 小平次元 κ(C)            | 幾何種数 pg                            | 不正則数 q              | 例                                                                  |
| ------------------------ | -------------------------------------- | ----------------------- | ------------------------------------------------------------------- |
| {\displaystyle 3}        |                                        |                         | 一般型の3次元多様体                                                 |
| {\displaystyle 2}        |                                        |                         | 一般のファイバーが楕円曲線となるような曲面上のファイバー構造        |
| {\displaystyle 1}        |                                        |                         | 一般のファイバーが κ = 0 の曲面となるような曲線上のファイバー構造   |
| {\displaystyle 0}        | {\displaystyle 1}                      | {\displaystyle 3}       | アーベル多様体                                                      |
| {\displaystyle 0}        | {\displaystyle 0}                      | {\displaystyle 2}       | ファイバーが楕円曲線となるようなアーベル曲面上のファイバーバンドル  |
| {\displaystyle 0}        | {\displaystyle 0} or {\displaystyle 1} | {\displaystyle 1}       | ファイバーが κ = 0 の曲面となるような楕円曲線上のファイバーバンドル |
| {\displaystyle 0}        | {\displaystyle 0} or {\displaystyle 1} | {\displaystyle 0}       | 3次元カラビ・ヤウ多様体                                             |
| {\displaystyle -\infty } | {\displaystyle 0}                      | {\displaystyle \geq 1}  | 3次元単線織多様体                                                   |
| {\displaystyle -\infty } | {\displaystyle 0}                      | {\displaystyle 0}       | 3次元有理多様体、3次元ファノ多様体、その他                          |
正規射影多様体のファイバー構造 X → Y は、連結なファイバーを持つ全射の射(morphism)を意味する。一般型の3次元多様体 X に対して、d-標準写像は d ≥ 61 のときに双有理となる。

## 一般型
一般型 の多様体 X は最大の小平次元を持つ（小平次元は多様体の次元に等しい）。
{\displaystyle \kappa (X)=\operatorname {dim} \ X.}
この等号という条件は、ラインバンドル KX が大きなラインバンドルであるか、もしくは、d-標準写像が十分大きな d に対し単射である（つまり、像への双有理写像である）。
例えば、豊富な標準バンドルは一般型である。
ある意味では、ほとんどの代数多様体が一般型である。例えば、n-次元射影空間の中の次数 d の滑らかな超曲面が一般型であることと、d > n+1 であることは同値である。従って、射影空間内のほとんどの超曲面は一般型であることが言える。
一般型の多様体は、たとえ曲面の場合であっても、明確に分類することが極めて困難なように見える。にもかかわらず、一般型の多様体に対し強い正しい結果が存在する。例えば、ボンビエリ(Bombieri)は1973年に、任意の一般型の複素曲面の d-標準写像は、全ての d ≥ 5 に対して双有理であることを示した。さらに一般には、ハーコン・マッカナン(Hacon-McKernan)、高山、辻は、2006年に全ての正の n に対し定数 c(n) が存在し、任意の n-次元の一般型複素多様体の d-標準写像が存在し d ≥ c(n) のとき、双有理同値となることを示した。
一般型の代数多様体の双有理自己同型群は有限群である。

## 分類への応用
X を標数 0 の体の上の小平次元が非負の多様体とし、B を X の標準モデル B = Proj R(X, KX) とすると、B の次元は X の小平次元に等しい。自然な写像 X → B が存在して、ブローアップ(blowing up)した X と B から得られる任意の射は、飯高ファイバー構造と呼ばれる。極小モデルとアバンダンス予想は、飯高ファイバー構造の一般のファイバーは、カラビ・ヤウ多様体であるように整形でき、特に小平次元 0 となるであろうことを意味している。さらに、有効な B 上の（一意ではないが） Q-因子 Δ が存在し、ペア (B, Δ) が川又対数端末(klt)、つまり、KB + Δ が豊富であり、X の標準環が (B, Δ) の標準環のある d > 0 倍の次数と同じである。 この意味で、X は一般型の (B, Δ) を底空間と小平次元 0 の多様体の族へ分解する。（注意することは、多様体 B 自身は一般型である必要はない。たとえば、飯高ファイバーが P1 上の楕円ファイバーである子だら次元 1 の曲面が存在する。）
上記の予想が正しいとすると、代数多様体の分類は、小平次元−∞, 0 と一般型の場合へとほとんど帰結することができる。小平次元 −∞ と 0 に対しては、分類のアプローチが存在する。極小モデルやアバンダンス予想は、すべての小平次元 −∞ の多様体は、単線織多様体であり、標数 0 上のすべての単線織多様体はファノファイバー空間と双有理同値であることが知られている。極小モデルとアバンダンス予想は、すべての小平次元 0 の多様体は端末特異点を持つカラビ・ヤウ多様体と双有理同値であることを意味する。
飯高予想は、ファイバーを持つ小平次元が、少なくとも基底空間の小平次元と一般のファイバーの小平次元の和となることを言っている。サーベイは Mori (1987) を参照。飯高予想は、1970年代、1980年代の極小モデル理論の発展を強く促した。多くの場合が、現在でも知られていなく、有名なアバンダンス予想は、極小モデルの理論の主予想に従うという予想である。

## モアシェゾン多様体との関係
中村（郁）と上野は次の複素多様体の加法公式を証明した (Ueno (1975))。基礎となる空間が代数多様体であるということを要求しないにもかかわらず、全てのファイバーが同型であるという前提は、非常に特別な場合である。この仮定の下でも、ファイバーがモアシェゾン多様体でないときには、公式が成立しないことがある。
π:V → W をコンパクト複素多様体の解析的ファイバーバンドル、つまり、ファイバーバンドルでは、π が局所的には積となっているとする（そして、全てのファイバーが複素多様体として同型とする）と F がモアシェゾン多様体であることを仮定すると、
{\displaystyle \kappa (V)=\kappa (F)+\kappa (W)}
が成立する。

## 参照項目
- 双有理幾何学
- エンリケス・小平の分類
- 飯高次元
- 極小モデル理論
- モアシェゾン多様体（英語版）